# Rajcza
Rajcza is een dorp in de Poolse woiwodschap Silezië. De plaats maakt deel uit van de gemeente Rajcza en telt 3500 inwoners.

## Verkeer en vervoer
- Station Rajcza
- Station Rajcza Centrum